# De kindermoord te Bethlehem

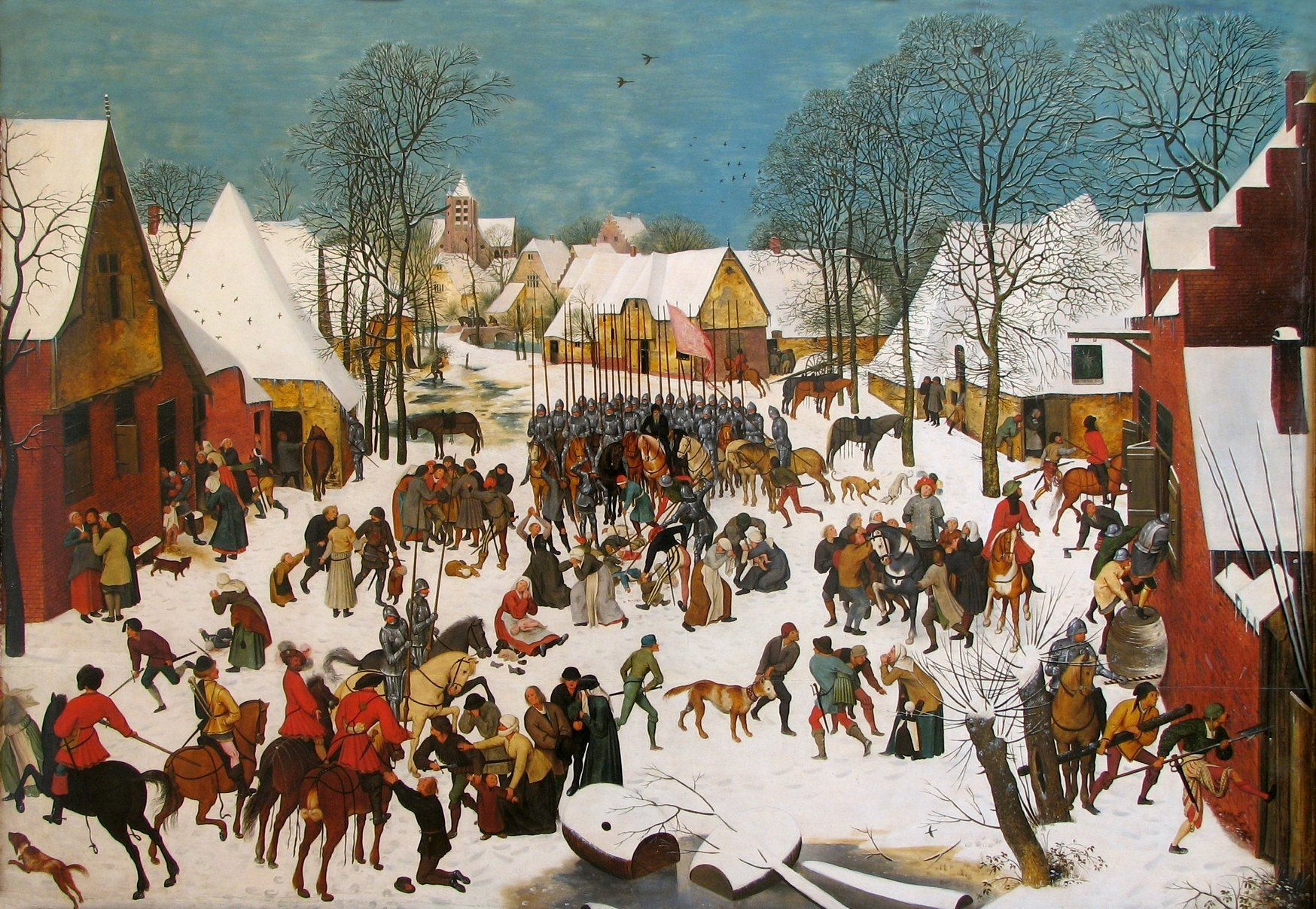
Repliek door Pieter Bruegel de Jonge in het Brukenthalmuseum

De kindermoord te Bethlehem is een paneel geschilderd door Pieter Bruegel de Oudere omstreeks 1566. Rechtsonder zijn restanten van de signatuur BRVEGEL merkbaar. Het werk, eigendom van de Royal Collection, is te zien in Windsor Castle. Begin 17e eeuw hebben overschilderingen het onderwerp afgezwakt tot een dorpsplundering, waardoor het originele thema niet meer als zodanig herkenbaar is en vooral een bruegeliaans wintertafereel overblijft. Dankzij de vele, soms uitstekende replieken van Pieter Bruegel de Jonge is het oorspronkelijke uitzicht toch bekend.

## Thema
Het door Bruegel afgeleverde paneel toonde een episode die enkel bij de evangelist Matteüs is beschreven. Koning Herodes de Grote verneemt van de Wijzen uit het Oosten dat te Bethlehem een koning der Joden is geboren, de Christus. Hij stuurde de Wijzen op onderzoek, maar ze kwamen niet terug. Daarop beval Herodes de kindermoord van Bethlehem (Mt, 2:16):
Toen Herodes begreep dat hij door de magiërs misleid was, werd hij verschrikkelijk kwaad, en afgaande op het tijdstip dat hij van de magiërs had gehoord, gaf hij opdracht om in Betlehem en de wijde omgeving alle jongetjes van twee jaar en jonger om te brengen. (Nieuwe Bijbelvertaling)
In het kerstverhaal wordt Jezus niet getroffen door de slachtpartij, omdat zijn ouders hem in veiligheid hebben gebracht door de Vlucht naar Egypte (ook door Bruegel geschilderd). Uiteraard zal de schilder kennis hebben gehad van de middeleeuwse bronnen die de ene bijbelse zin over de kindermoord uitwerkten in levendig detail, zoals de Legenda aurea van Jacobus de Voragine.

## Originele voorstelling

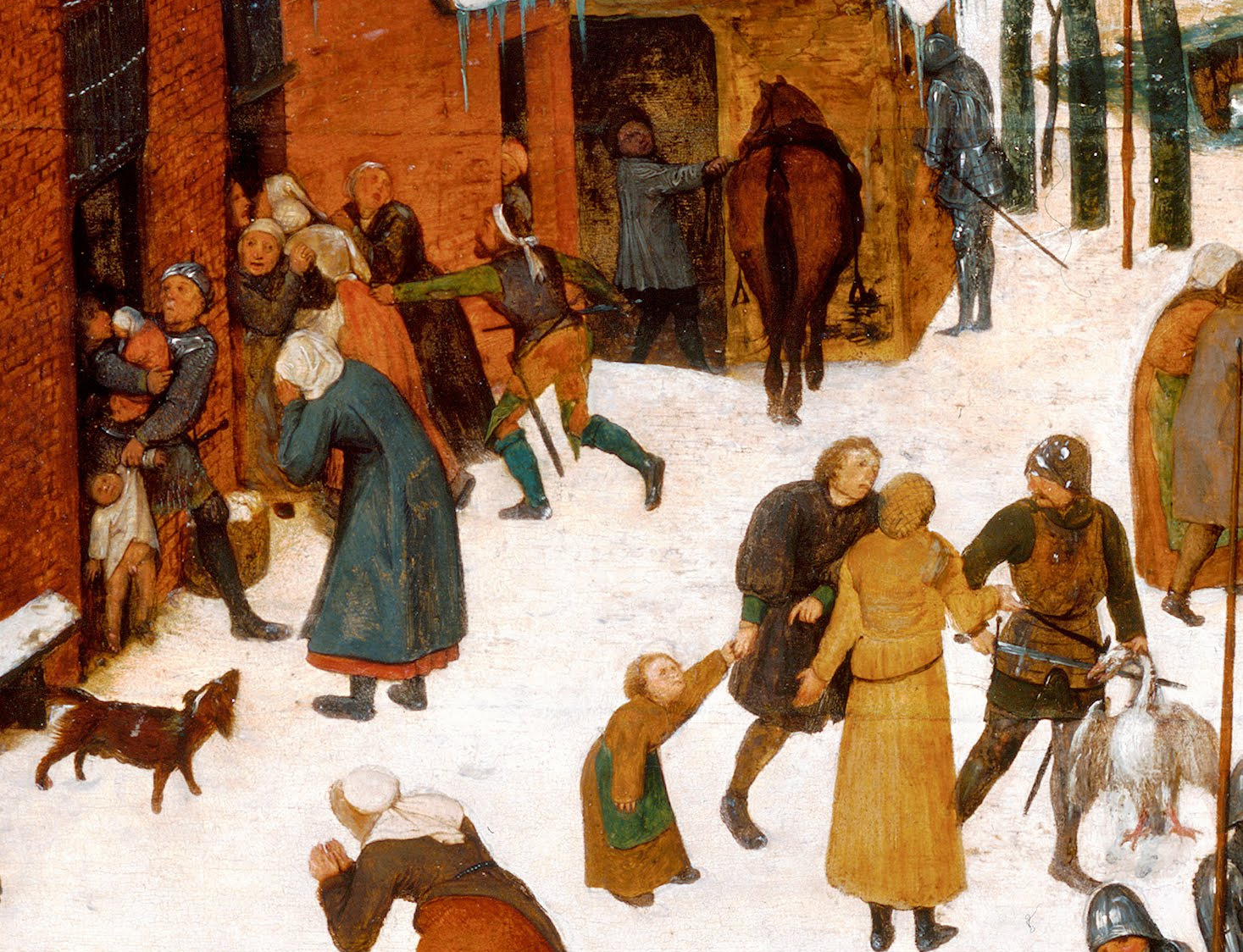
Op dit detail zijn nog verschillende kinderen van de hand van Bruegel te zien. Enkel de gans is een (klunzige) overschildering. Bemerk ook de urinerende soldaat.

Bruegel brengt de actie over naar een Brabants dorp onder een blauwe winterlucht, bedekt door sneeuw (de Onschuldige Kinderen worden gevierd op 28 december). Dit Brabantse Bethlehem wordt overvallen door de arm der wet: gerechtsdienaars in rode mantels belagen de dorpelingen te paard. Het vuile werk laten ze opknappen door soldaten. Een Duitse landsknecht, herkenbaar aan zijn extravagante huurlingenkleding, stampt een deur in. Zijn collega's dragen gestreepte hozen. Overal zien we het trekken, heffen en steken van zwaarden en speren. Centraal achteraan staat roerloos een groep geharnaste ruiters, op hun vaandel het wapen van Jeruzalem. Deze benden van ordonnantie, in dienst van de hoogste Nederlandse aristocratie, staan rond hun aanvoerder geschaard. Verderop wordt een heraut te paard, met elegante pluimen op zijn hoed en de dubbelkoppige adelaar op zijn tabbaard, aangeklampt door wanhopig smekende boeren. Rechts van hem klimt men al door het venster van het etablissement Dit is inde ster, klaarblijkelijk de herberg waar Jezus is geboren maar zich niet langer bevindt.
De slachtpartij is weergegeven in losse tafereeltjes. Centraal vóór de ruitergroep is men bijeenliggende peuters en ingebakerde baby's met speren aan het doorsteken om zich van hun dood te verzekeren. Uitzinnige moeders wringen en wenden zich af, terwijl een van hen met een soldaat worstelt om haar kind. Een ander zit op de grond met een dood kind op de schoot. Links van haar houden dorpelingen een vader in bedwang die een lansknecht wil aanvallen. Een ouderpaar vraagt een soldaat hun onwillige dochter te nemen in plaats van hun baby zoon. Een groep vrouwen wordt een huis links ingedreven. Bij de ruiters vooraan zit een man op zijn knieën, terwijl een ander zijn zwaard trekt. Zijn vrouw probeert hem te stoppen. Aan de herberg rechts wijst een man met zijn commandostaf naar een deur die moet worden ingebeukt. Iemand brengt een stormram aan, een ander gebruikt al zijn voet en hellebaard om binnen te geraken. Zijn gebonk heeft een ijspegel losgemaakt die op zijn gezicht dreigt te vallen. In de achtergrond urineert een ordonnantielid tegen de muur. Hij merkt niet dat achter hem een man met een baby wegsluipt, maar de bereden wachtpost op de brug laat weinig hoop.

## Transformatie tot dorpsplundering
|                                      |  |                         |
| Verminkt origineel met voedingswaren |  | Getrouwe kopie met kind |

|                                       |  |                             |
| Verminkt origineel met kalf en pakket |  | Getrouwe kopie met kinderen |

Van al dat gemoord is niets meer te bespeuren. De kinderen zijn weggeschilderd op een manier die slechts potsierlijk kan worden genoemd. Een bebloed babylijk in de sneeuw is een assortiment hammen en kazen geworden. De soldaat met het smekende koppel heeft nu een gans in de hand. De in bedwang gehouden vader weert zich voor een onbestemde bundel op de grond. Een toegebonden pakket is ook wat de rouwende vrouw op de schoot heeft. De soldaten poken hun lansen niet meer in een groep kinderlijken, maar in een kalkoen, ander gevogelte en een zwijntje. Elders beschermt een moeder niet langer haar kind tegen een soldaat die zijn zwaard trekt, maar een kalf. Een andere bedreigde peuter is veranderd in een drankkruik. Boven de huizen werden vlammen geschilderd om de transformatie tot dorpsplundering compleet te maken.
De ingreep moet gebeurd zijn in de twee decennia vóór 1621. Uit dat jaar is er een inventaris van de keizerlijke collectie in Praag waarin de Kindermoord beschreven staat als eine dorfblinderung vom alten Prügl. Toen Karel van Mander in 1603-1604 zijn Schilder-Boeck schreef, was het nog gewoon een Kinderdoodingh. Hij zag het originele werk hoogstens enkele jaren voordien met eigen ogen in Praag. Vermoedelijk gaf keizer Rudolf II de opdracht voor de omvorming, maar het kan ook een opvolger zijn geweest.

## Censuur of teerhartigheid?
Reeds in de 19e eeuw zag Henri Hymans in de aanvoerder met de tweepuntige baard een portret van Alva. Velen zijn hem gevolgd in de visie dat de Kindermoord een aanklacht was tegen de Spaanse wreedheden in de Nederlanden, zoals ze ook in de Volkstelling een kritiek op het belastingregime lazen. Het debat hangt samen met dat over de datering van het schilderij, want pas in augustus 1567 kwam Alva met zijn tercios in Brussel aan. Ook de vraag naar het motief van de keizerlijke ingreep is in het geding. Voorstanders van een machtskritische Bruegel zien er censuur in en wijzen erop dat meerdere associaties met het Huis Habsburg zijn verwijderd: niet alleen de Alvafiguur (verborgen onder een harnas), maar ook de dubbelkoppige adelaar op de kledij van de heraut (symbool van Rome én van de Habsburgers) en de Jeruzalemkruisen op het vaandel (Filips II van Spanje voerde de titel koning van Jeruzalem). De commandostaf in het Habsburgse zwart-geel bleef wel behouden. Tegenstanders vinden de repressieaanklacht te romantisch en wijzen erop dat er in Alva's tijd geen ruimte was voor dergelijke kritiek, net vanwege het risico op keiharde bestraffing. Ze benadrukken voorts dat eigentijdse soldaten al sinds Joachim Patinir aanwezig waren op Kindermoorden, zonder dat daar enige boodschap achter wordt gezocht. Tijdens de Contrareformatie kreeg Pieter de Jonge ook geen enkele tegenwind om op grote schaal replieken te verspreiden in gezagsgetrouwe kringen. De tegenstanders menen dat de aanpassingen louter tot doel hadden het religieuze thema te wijzigen of dat ze te verklaren vallen door teerhartigheid van de keizer ten aanzien van al dat bloed. Een ander mogelijk motief is dat het schilderij misschien bij de creatie niet controversieel was, maar dat door het latere godsdienstgeweld geworden is, daar men het toch een beetje ongemakkelijk profetisch begon te vinden. Onder Bruegelspecialisten is de "onromantische" zienswijze dominant geworden, maar Allart en co zagen in 2013 toch redenen om het debat te heropenen. Ze steunden zich op Campbell, die de herberg op het schilderij in verband bracht met de Spaanse factor Gerónimo de Curiel. Deze gehate agent van Filips II bezat een huis De Sterre van Bethleem in Kipdorp bij Antwerpen. Er zijn aanwijzingen dat in dat huis ook op een heel vroege datum de Volkstelling hing, wat van de Spanjaard misschien zelfs de opdrachtgever ervan zou maken. De implicaties van dit alles zijn nog niet uitgekristaliseerd.

## Herkomst
De opdrachtgever is niet bekend, maar het spoor naar Curiel wordt onderzocht. Landvoogd Ernst van Oostenrijk, die in de paar jaar van zijn bewind veel Bruegels verzamelde, verwierf ook de Kindermoord en liet hem bij zijn voortijdige dood in 1595 na aan keizer Rudolf II. Men vermoedt dat die het schilderij rond 1600 in zijn keizerlijke galerij in Praag onderbracht. Daar werd het aan het einde van de Dertigjarige Oorlog in 1648 geplunderd door Zweedse troepen. Koningin Christina I van Zweden nam het werk in 1654 mee op haar vlucht uit het land, die haar naar de Spaanse Nederlanden bracht. Ze deed het kort na haar aankomst van de hand aan William Frizell, een Engelse kunsthandelaar in Breda, die het in 1660 doorverkocht aan een andere katholieke banneling, koning Karel II van Engeland. Het maakte deel uit van een pakket van 72 en werd toen beschreven als een dorpsplundering ("a Villadge w.th souldiery Landskip & ca of Olde Brughell, of his best manner"). Sindsdien heeft het schilderij in verschillende Engelse paleizen gehangen, waaronder Whitehall en Hampton Court. In 2017 is het overgebracht naar Windsor Castle (King's Dressing Room).

## Restauraties
De Kindermoord onderging verschillende restauraties. In 1941-1942 werden de vlammen verwijderd, maar aan de andere overschilderingen werd niet geraakt. Ook bij een grondige conservatie in 1988 werd de 17e-eeuwse ingreep niet teruggedraaid. Men beoordeelde haar als historisch betekenisvol en onderdeel van de historiek van het werk.
Over de toestand van het paneel valt op te merken dat het links en rechts lichtjes is bekort. Uit de replieken kunnen de afgezaagde strookjes worden gereconstrueerd.

## Replieken
Veertien kopieën van de Kindermoord uit het atelier van Pieter Brueghel de Jonge zijn gerepertorieerd. Voor het repliceren beschikte de jonge Brueghel over schetsen en kartons die zorgvuldig in de familie werden bewaard. Door gaatjes in het karton sloeg hij houtskoolstof op een paneel, waarna hij de zwarte stippen verbond tot de ondertekening. Deze methode leidde onvermijdelijk tot kleine afwijkingen in gelaatsuitdrukkingen en coloriet. Omdat dergelijke afwijkingen voor de Kindermoord vrijwel ontbreken, neemt men aan dat Brueghel in de gelegenheid moet zijn geweest om het origineel van zijn vader te bestuderen. Zijn vroegst gedateerde kopie draagt het jaartal 1593, hetgeen strookt met wat geweten is over de herkomst. Waarschijnlijk bevond het zich tot de verwerving door landvoogd Ernst in de omgeving van Antwerpen, waar Pieter de Jonge werkte.
De kwaliteit van diens replieken was afgestemd op het budget van de opdrachtgever. Drie versies springen er zodanig uit dat ze voor het origineel zijn gehouden (Sibiu, Wenen en een privécollectie). Het verminkte Engelse paneel is in 1955 als het werkelijke origineel herkend door Fritz Grossmann. Verder onderzoek heeft dat alleen maar bevestigd.

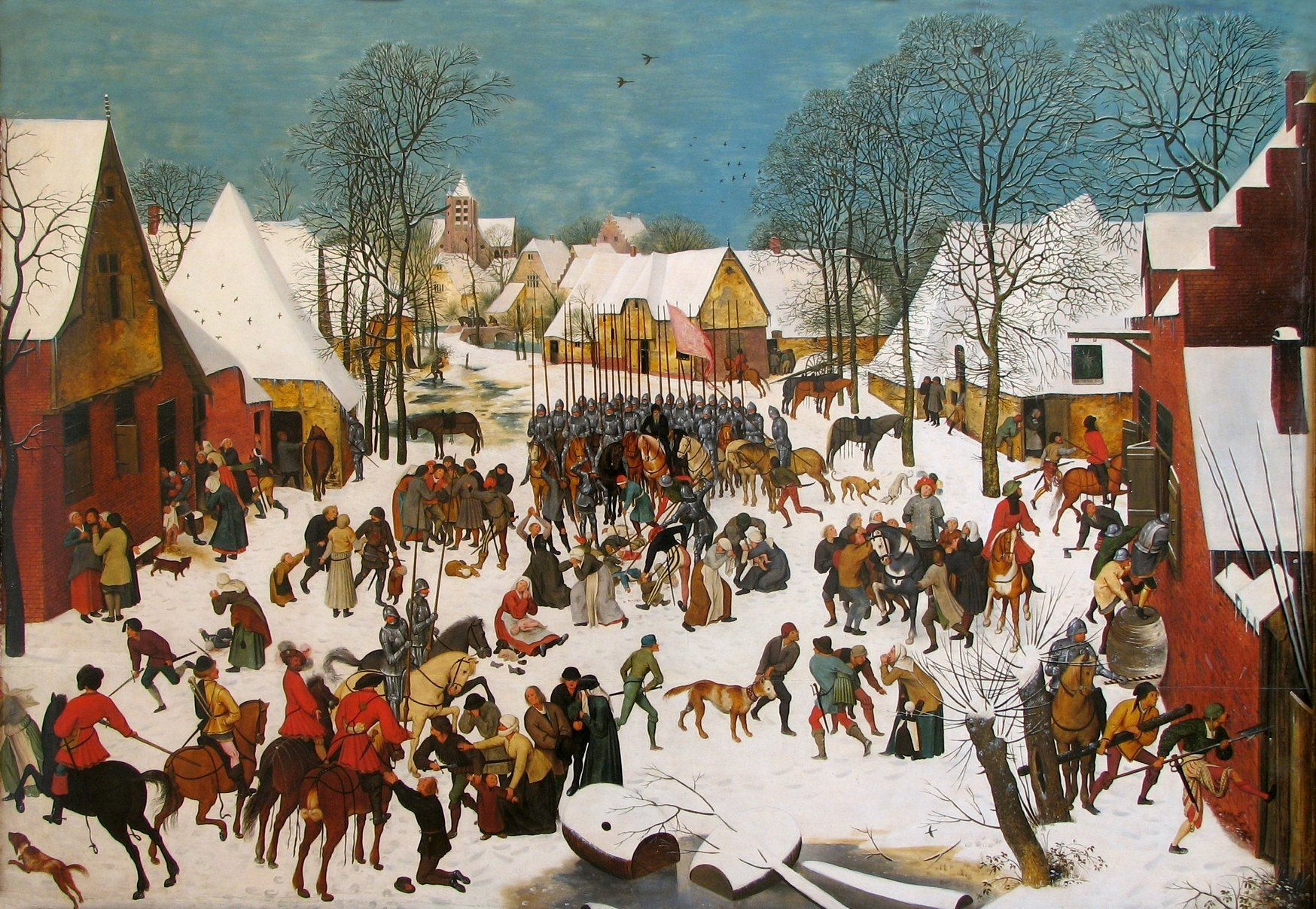
Kopie Sibiu
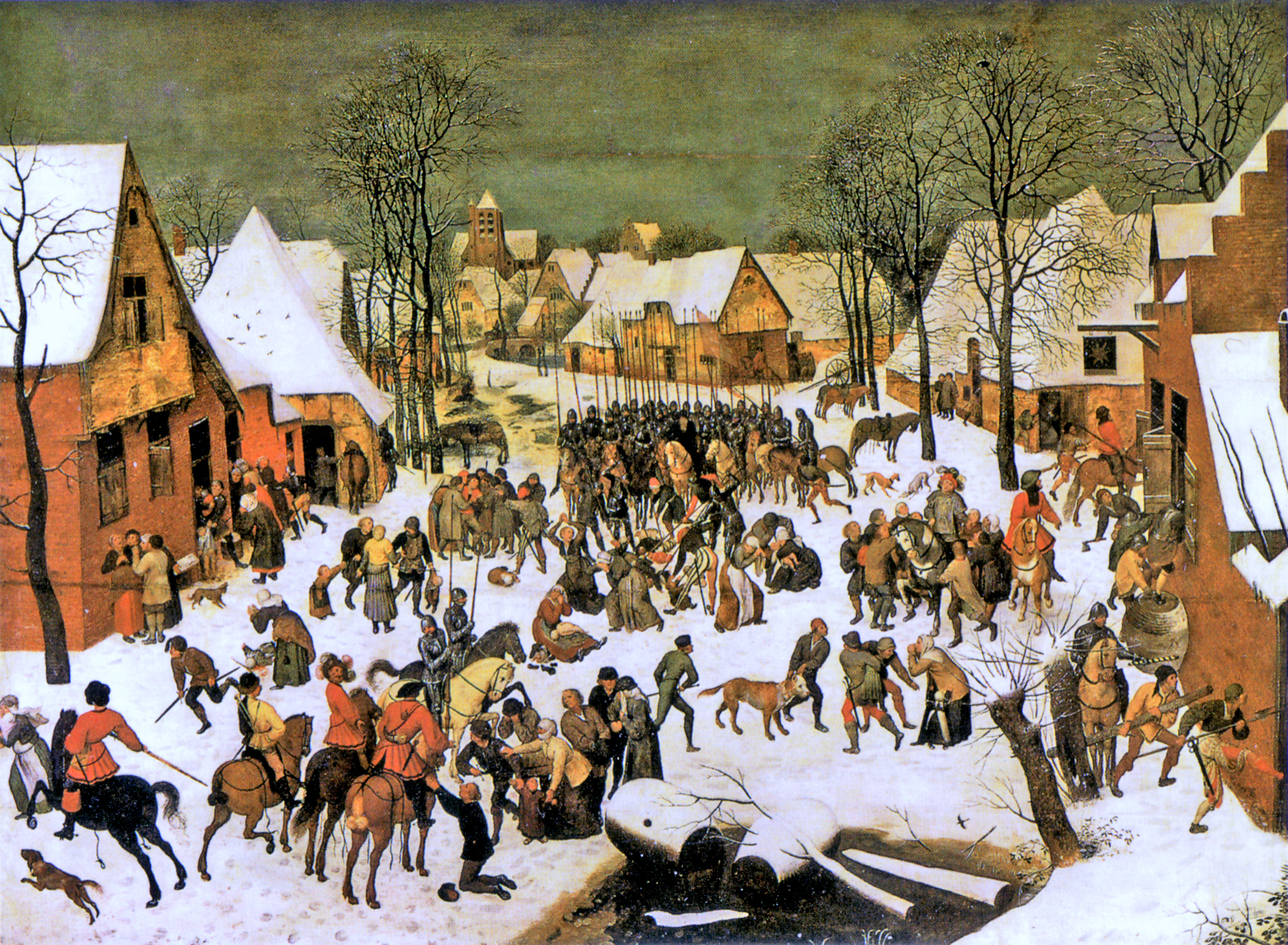
Kopie Wenen
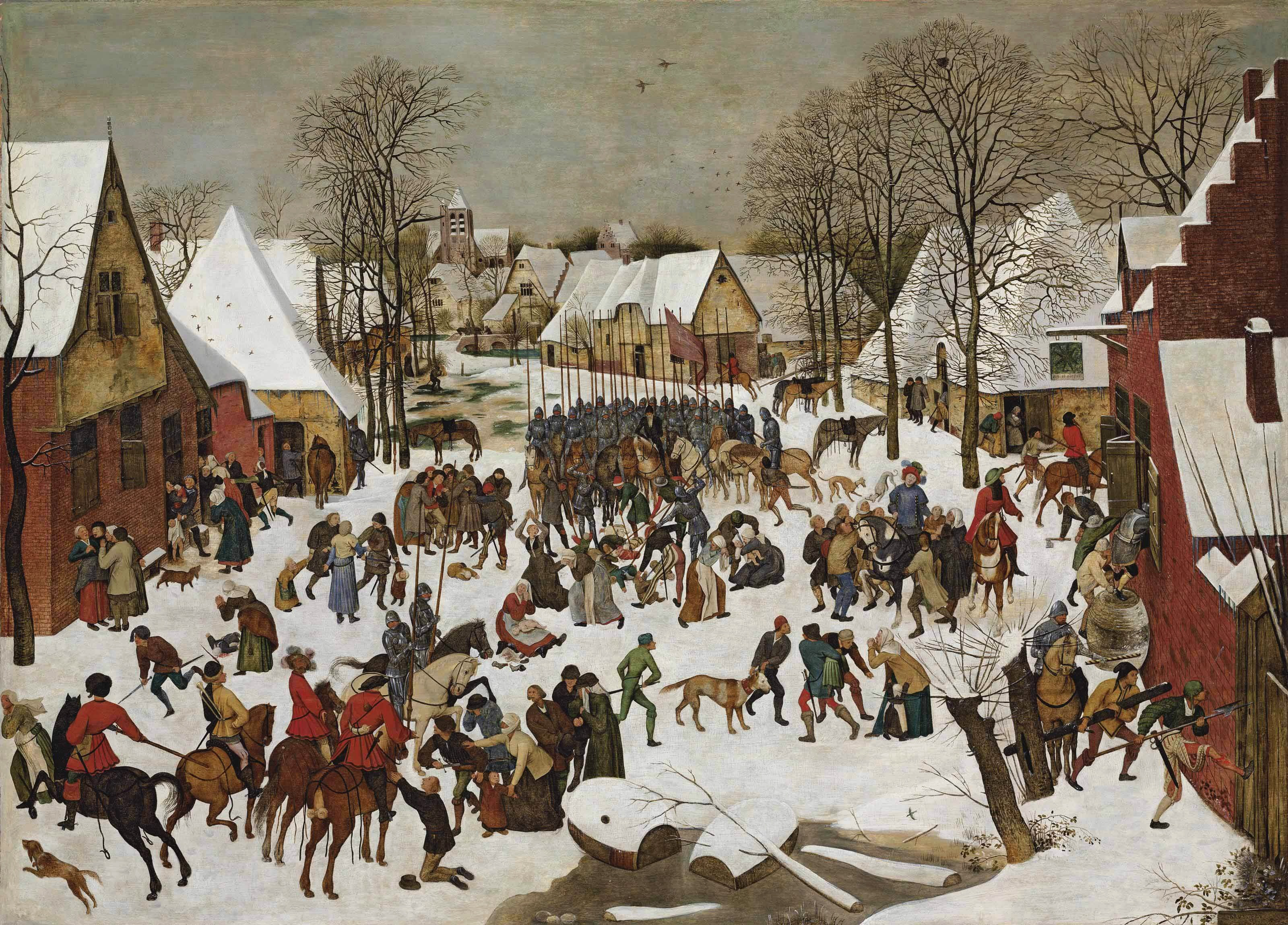
Kopie privécollectie
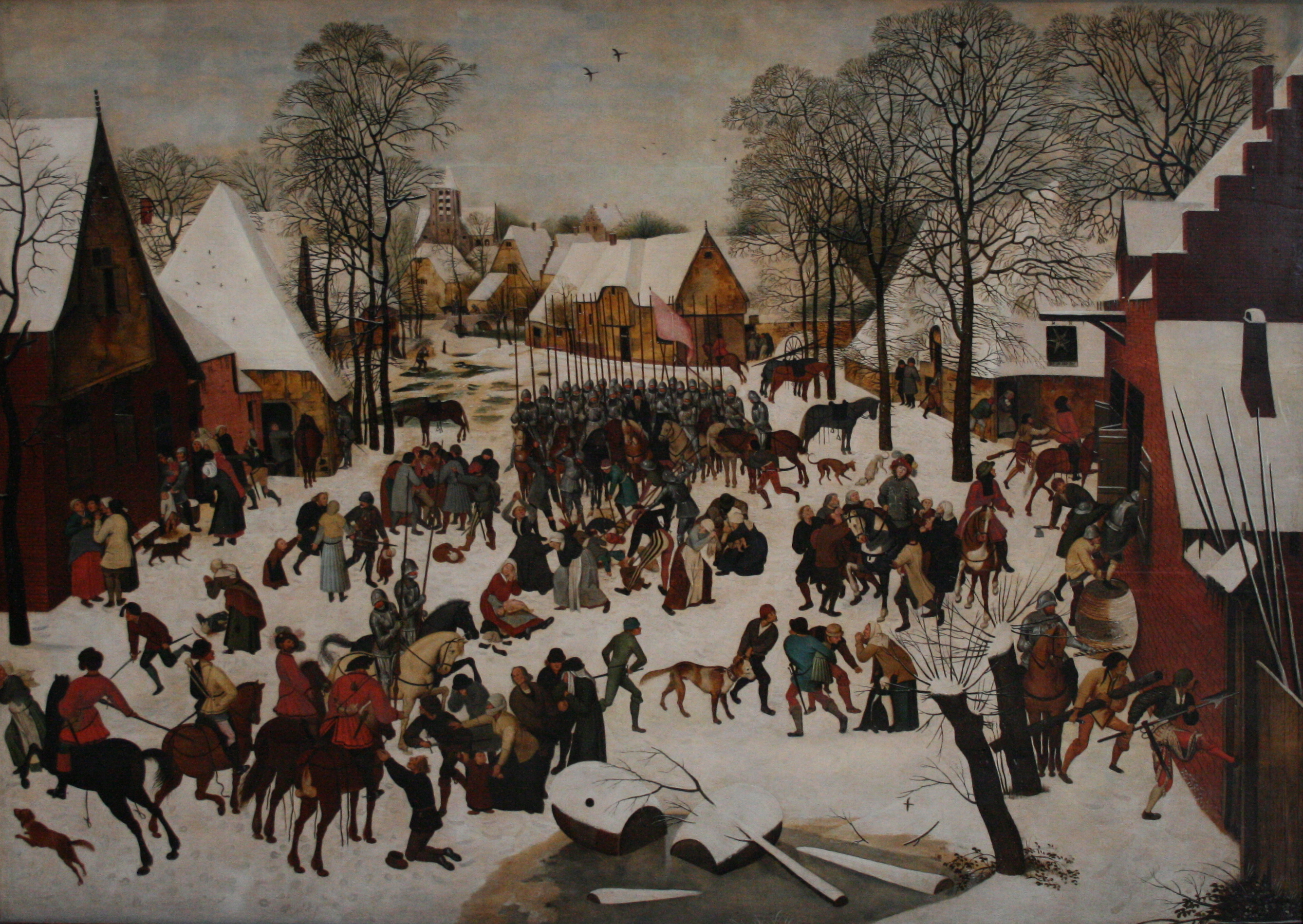
Kopie Brussel

## Receptie
In zijn Schilder-Boeck schrijft Karel van Mander op twee plaatsen over de Kindermoord. Eerst brengt hij het ter sprake in het leerdicht Den Grondt der Edel vry Schilder-const in het deel over emoties. Behalve de foutloze techniek, bespreekt hij de gemoedsaandoeningen van de lijkbleke, haast flauwvallende moeder en van de heraut, die medelijden toont met de smekende familie maar toch het onverbiddelijke plakkaat afroept:
Van den aerdighen brueghel sonder faute
Noch in een Kinderdoodingh is te siene,
Dootverwich een Moeder benout in flaute,
Jae een droevich gheslacht, tot den Heraute,
Om een kindts leven verbidden, aen wiene
Wel ghenoech melijden is te bespiene,
Maer toont s'Conings Placcaet met sinnen smertich,
Datmen over geen en mach zijn barmhertich.
In het biografische deel Het Leven der Doorluchtighe Nederlandtsche, en Hooghduytsche Schilders komt Van Mander terug op het schilderij:
Voort een Kinder-doodinghe, daer veel wercklijcke dinghen zijn te sien, waer van ick elder hebbe verhaelt, hoe dat daer een gantsch gheslacht soecken te verbidden een Boerigh kindt, dat een der moordighe krijghs-luyden ghevat heeft om te dooden, den rouwe en t'versterven der Moeders, en ander werckinghen wel naghenomen wesende.
In de rand annoteerde hij (correct) dat het werk zich bij keizer Rudolf II bevond, bij wie hij het in de beginjaren van de 17e eeuw moet hebben gezien. Zeker één en vermoedelijk twee motieven nam Van Mander over in zijn eigen Kindermoord (1600), die hij in een klassiek decor plaatste. Bruegels invloed op Marten van Cleve en Lucas van Valkenborch was nog directer. Zij schilderden in de 16e eeuw winterse kindermoorden naar zijn voorbeeld.

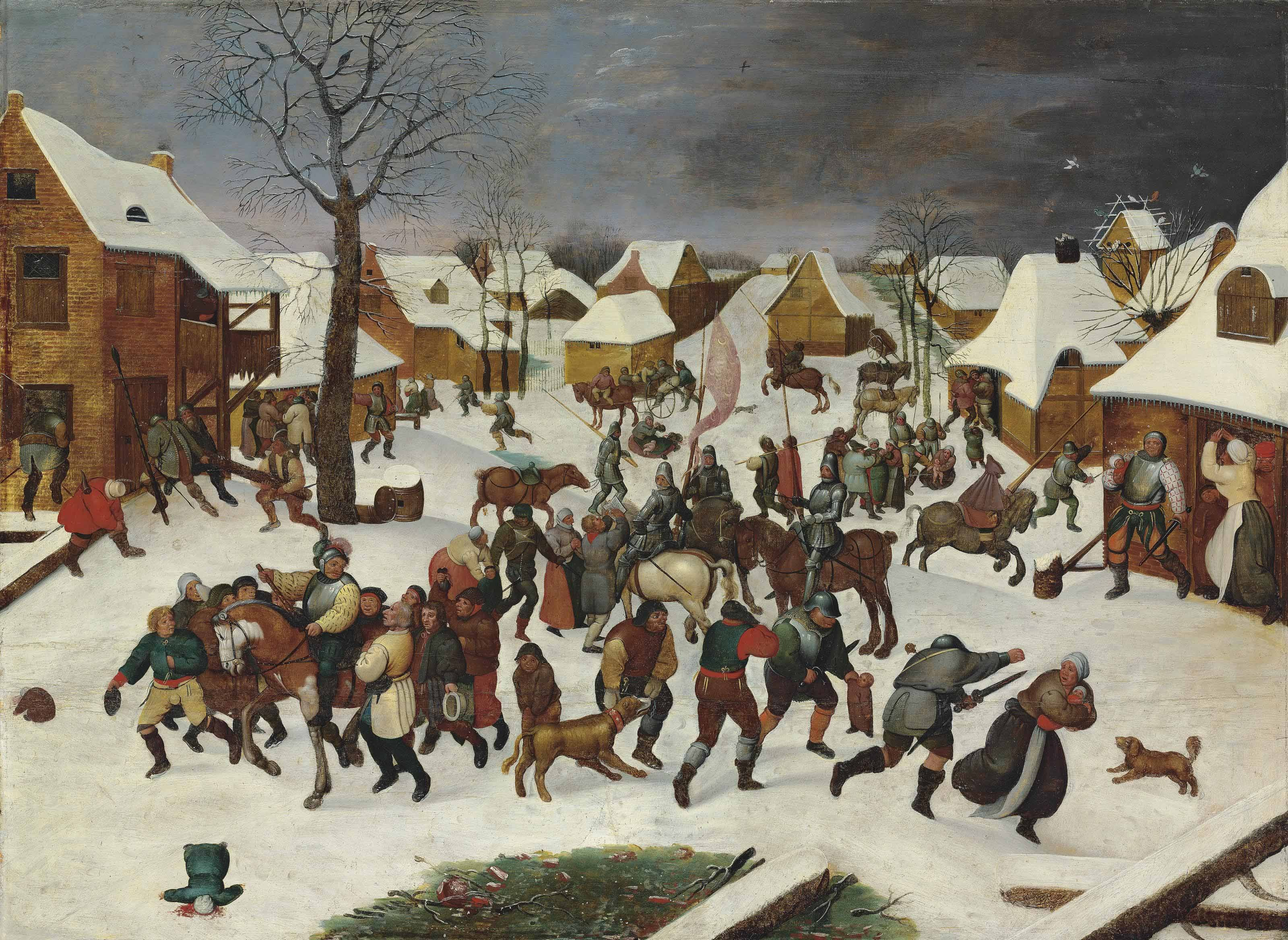
De verwante versie toegeschreven aan Marten van Cleve, ca. 1570
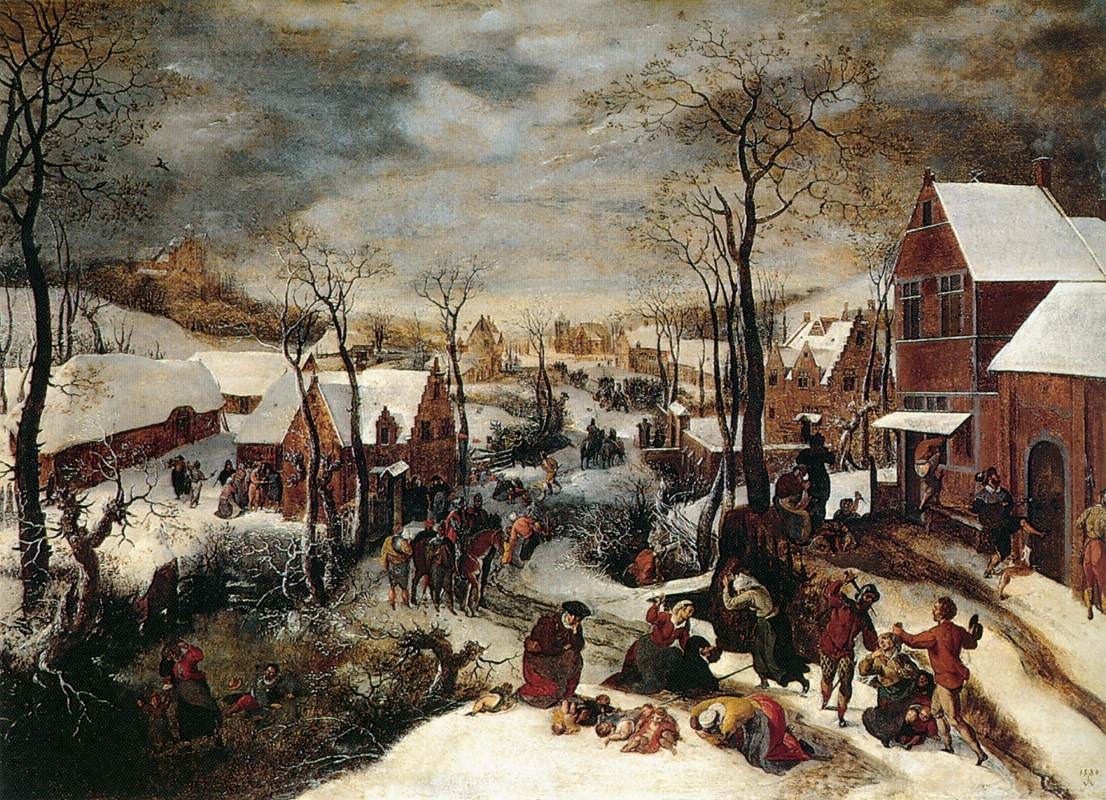
De Kindermoord te Bethlehem van Lucas van Valkenborch, 1586
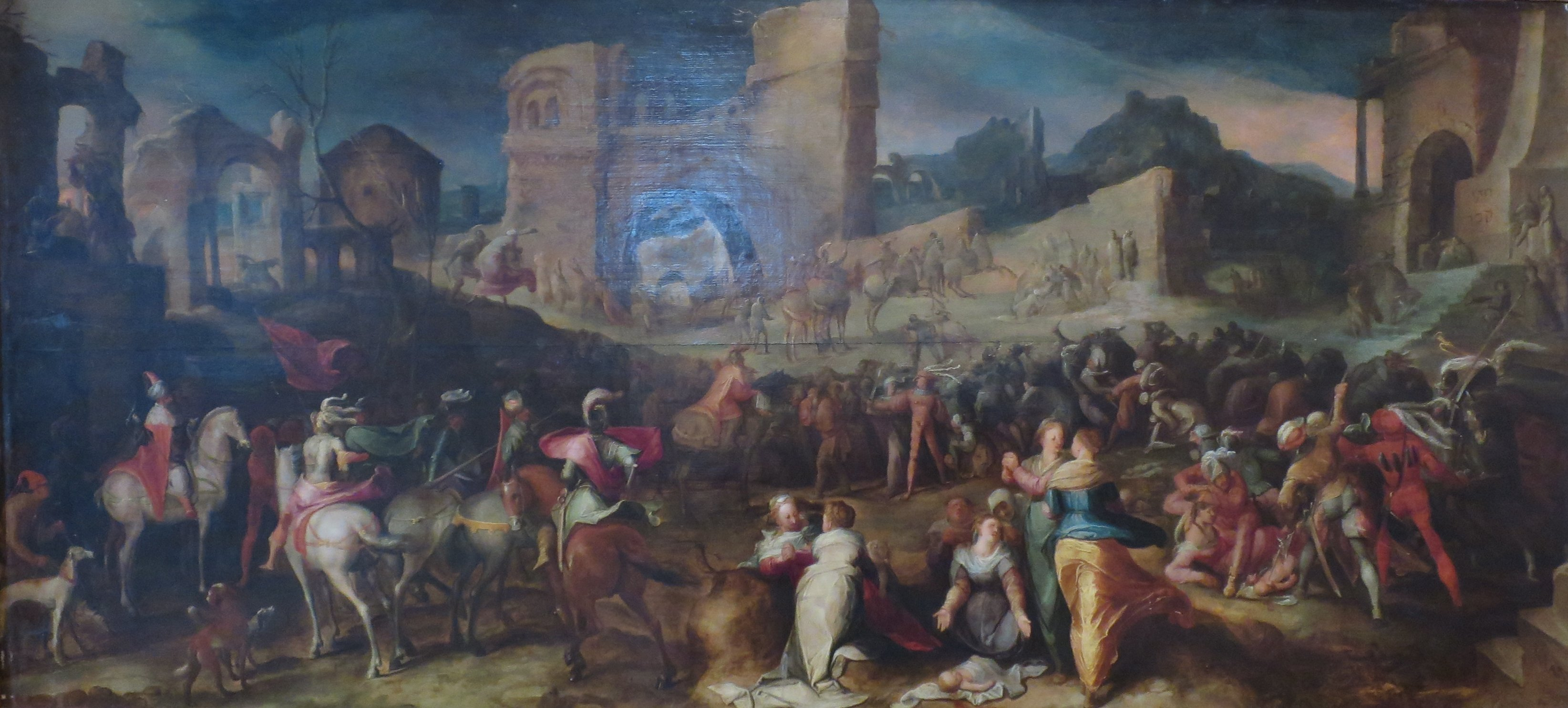
De Kindermoord van Karel van Mander, 1600

## Voetnoten
1. ↑  Lorne Campbell, "De kindermoord te Bethlehem", in: Desmond Shawe-Taylor en Jennifer Scott (eds.), The British Royal Collection: van Bruegel tot Rubens, tent.cat. 2008, p. 88–91
2. ↑  Bruegel. The Paintings. Complete edition, Londen, 1955
3. ↑  Karel van Mander, Wtbeeldinghe der Affecten, passien, begeerlijckheden, en lijdens der Menschen, in: Het Schilder-Boeck, fol. 27r. Gearchiveerd op 5 december 2022.
4. ↑  Karel van Mander, Het leven van Pieter Brueghel, uytnemende Schilder van Brueghel, in: Het Schilder-Boeck, fol. 233v. Gearchiveerd op 22 maart 2023.
5. ↑  Hertaling Leen Huet: "Een Kinderdoding, waar veel realistische details in te zien zijn, waarvan ik elders heb uiteengezet hoe een hele familie smeekt om het leven van een boerenkind, dat een der moordende krijgslieden vasthoudt om het te doden, de rouw en de ontzetting van de moeders, heel knap in de weergave van emoties."

Landschap met de parabel van de zaaier (1557) · Wie een varken is, moet in het kot (1557) · Twaalf spreekwoorden (1558) · De spreekwoorden (1559) ·  De strijd tussen Vasten en Vastenavond (1559) · De kinderspelen (1560) · De zelfmoord van Saul (1562) · Twee aapjes (1562) · De val der opstandige engelen (1562) · De triomf van de dood (ca. 1562) · Dulle Griet (1563) · De vlucht naar Egypte (1563) · Gezicht op de baai van Napels (ca. 1563) · De bouw van de toren van Babel (1563) · De aanbidding door de wijzen in de sneeuw (1563) · De kruisdraging (1564) · De aanbidding door de wijzen (1564) · De ontslaping van Maria (ca. 1564) · Christus en de overspelige vrouw (1565) · De hooitijd (juni/juli) (1565) · De oogst (augustus/september) (1565) · De terugkeer van de kudde (oktober/november) (1565)  · Jagers in de sneeuw (december/januari) (1565) · De sombere dag (februari/maart) (1565) · Winterlandschap met schaatsers en vogelknip (1565) · De kindermoord te Bethlehem (ca. 1566) · De boerenbruiloftsdans (1566) · De volkstelling te Bethlehem (1566) · De prediking van Johannes de Doper (1566) · De Sint-Maartenswijn (1566-67) · Het Land van Kokanje (Luilekkerland) (1567) · De bekering van Paulus (1567) · Het bruiloftsmaal (ca. 1567) · De dorpskermis (ca. 1567) · De toren van Babel (ca. 1568?) · Drie soldaten (1568) · De nestrover (1568) · De misantroop (1568) · De parabel van de blinden (1568) · Hoofd van een boerin (ca. 1568) · De kreupele bedelaars (1568) · De ekster op de galg (1568)
Landschap met de verschijning van Christus aan het meer van Tiberias (1553) · De aanbidding door de wijzen (ca. 1556) · De val van Icarus (ca. 1565)
De grote vissen eten de kleine · Zeeslag in de Straat van Messina